# 遊佐町立高瀬小学校
遊佐町立高瀬小学校（ゆざちょうりつ たかせしょうがっこう）は、山形県飽海郡遊佐町に所在した公立小学校。

## 沿革
- 1874年（明治7年） - 当山村常恩寺に設立された常恩学校として開校[1]
- 1941年（昭和16年）4月 - 高瀬国民学校に改称
- 1947年（昭和22年）4月 - 新学制公布により高瀬村立高瀬小学校に改称
- 1954年（昭和29年）8月 - 合併により遊佐町立高瀬小学校に改称
- 2023年（令和5年）3月31日 - 遊佐町内5小学校が統合して、新設の遊佐町立遊佐小学校が開校するため、閉校[2]。

## 通学区域
- 富岡、当山、北目、直世の一部(落伏部落、箕輪部落を除く)、菅里の一部(十里塚部落、西浜部落を除く)、江地の一部(南山部落のみ)[3]

## 卒業後の進路
- 遊佐町立遊佐中学校[3]